# Nils Conrad

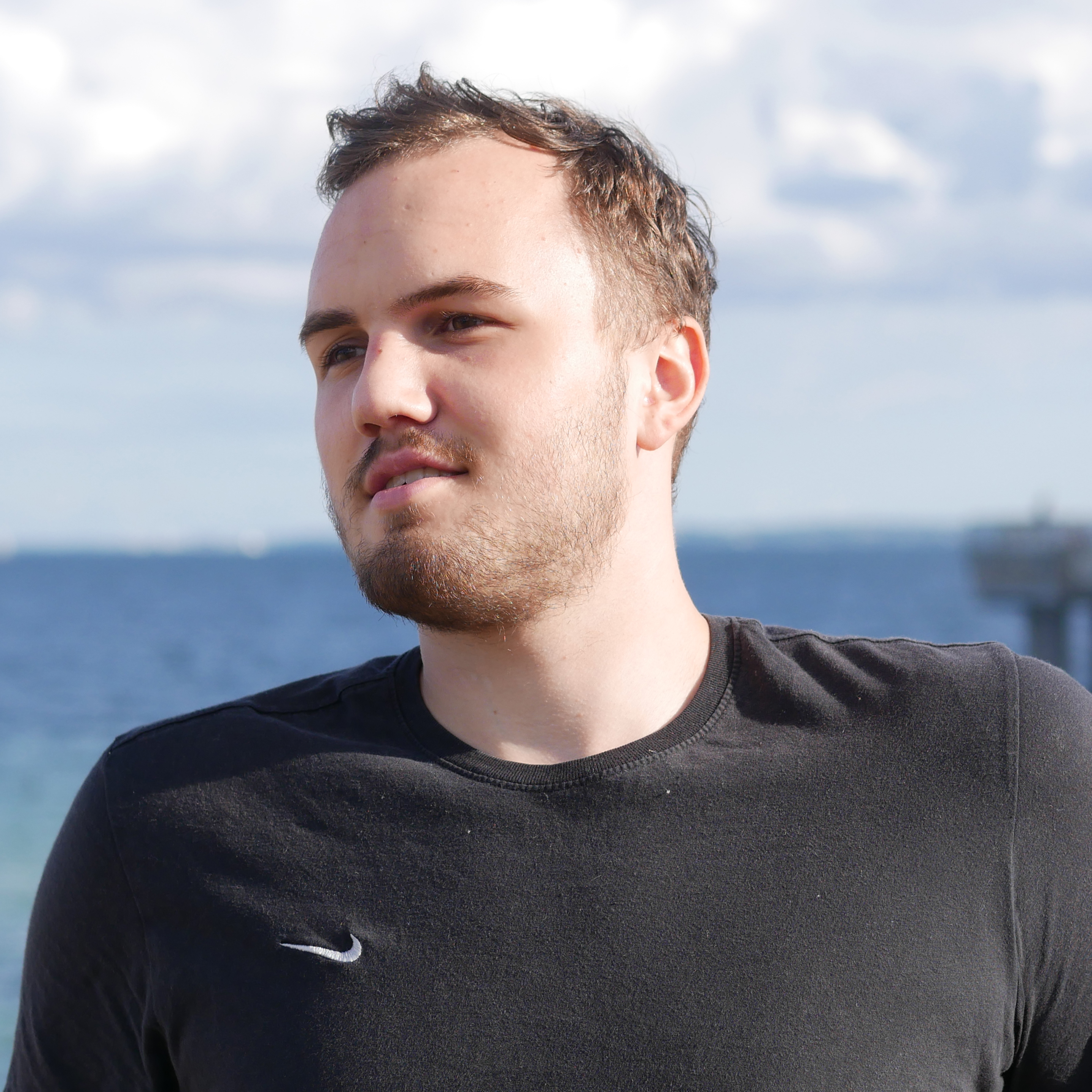
Nils Conrad

Nils Etienne Conrad (* 24. Juli 2001 in Bottrop) ist ein deutscher Handballspieler.

## Werdegang
Nils Conrad begann 2008 als Handballtorwart bei dem Verein TV Biefang. Ab dem Jahr 2013 wechselte er den Verein zum  SV Hüls. Im Jahr 2014 wechselte er den Verein zum TV Aldekerk. Im Jahr 2017 wechselte er zum HC Rhein Vikings und spielte dort mit 17 Jahren das erste Mal in der 2. Handball-Bundesliga. Von 2019 bis Anfang 2020 spielte er für den TUSEM Essen. Mit dem letzten Wechsel zog Nils Conrad in den Norden, um für den Verein VfL Lübeck-Schwartau zu spielen.